# Nan Martin
Nan Martin (15 de julho de 1927 - 4 de março de 2010) foi uma atriz norte-americana que atuou em filmes e na televisão.